# Mamadou Kané
Mamadou Kané (Conakry, 22 gennaio 1997) è un calciatore guineano, centrocampista del Rodina Mosca in prestito dal Pafos.

## Carriera

### Club
Il 1º gennaio 2019 viene acquistato a titolo definitivo dalla squadra azera del Neftçi Baku.

### Nazionale
Con l'Under-20 ha preso parte al Mondiale di categoria nel 2017; nel 2020 ha invece esordito in nazionale maggiore, con la quale ha anche partecipato alla Coppa delle nazioni africane 2021.

## Statistiche

### Presenze e reti nei club
Statistiche aggiornate al 1º giugno 2021.
| Stagione        | Squadra         | Campionato      | Campionato | Campionato | Coppe nazionali | Coppe nazionali | Coppe nazionali | Coppe continentali | Coppe continentali | Coppe continentali | Altre coppe | Altre coppe | Altre coppe | Totale | Totale |
| Stagione        | Squadra         | Comp            | Pres       | Reti       | Comp            | Pres            | Reti            | Comp               | Pres               | Reti               | Comp        | Pres        | Reti        | Pres   | Reti   |
| --------------- | --------------- | --------------- | ---------- | ---------- | --------------- | --------------- | --------------- | ------------------ | ------------------ | ------------------ | ----------- | ----------- | ----------- | ------ | ------ |
| gen.-mag. 2019  | Neftçi Baku     | PL              | 9          | 0          |                 | -               | -               |                    | -                  | -                  |             | -           | -           | 9      | 0      |
| 2019-2020       | Neftçi Baku     | PL              | 16         | 0          | CA              | 2               | 0               | UEL                | 5                  | 0                  |             | -           | -           | 23     | 0      |
| 2020-2021       | Neftçi Baku     | PL              | 25         | 0          | CA              | 2               | 0               | UEL                | 2                  | 0                  |             | -           | -           | 29     | 0      |
| Totale carriera | Totale carriera | Totale carriera | 50         | 0          |                 | 4               | 0               |                    | 7                  | 0                  |             | -           | -           | 61     | 0      |

### Cronologia presenze e reti in nazionale
| Cronologia completa delle presenze e delle reti in nazionale ― Guinea | Cronologia completa delle presenze e delle reti in nazionale ― Guinea | Cronologia completa delle presenze e delle reti in nazionale ― Guinea | Cronologia completa delle presenze e delle reti in nazionale ― Guinea | Cronologia completa delle presenze e delle reti in nazionale ― Guinea | Cronologia completa delle presenze e delle reti in nazionale ― Guinea | Cronologia completa delle presenze e delle reti in nazionale ― Guinea | Cronologia completa delle presenze e delle reti in nazionale ― Guinea |
| Data                                                                  | Città                                                                 | In casa                                                               | Risultato                                                             | Ospiti                                                                | Competizione                                                          | Reti                                                                  | Note                                                                  |
| --------------------------------------------------------------------- | --------------------------------------------------------------------- | --------------------------------------------------------------------- | --------------------------------------------------------------------- | --------------------------------------------------------------------- | --------------------------------------------------------------------- | --------------------------------------------------------------------- | --------------------------------------------------------------------- |
| 15-11-2020                                                            | N'Djamena                                                             | Ciad                                                                  | 1 – 1                                                                 | Guinea                                                                | Qual. Coppa d'Africa 2021                                             | -                                                                     |                                                                       |
| 24-3-2021                                                             | Conakry                                                               | Guinea                                                                | 1 – 0                                                                 | Mali                                                                  | Qual. Coppa d'Africa 2021                                             | -                                                                     | 70’                                                                   |
| 28-3-2021                                                             | Windhoek                                                              | Namibia                                                               | 2 – 1                                                                 | Guinea                                                                | Qual. Coppa d'Africa 2021                                             | 1                                                                     |                                                                       |
| 31-5-2021                                                             | Adalia                                                                | Turchia                                                               | 0 – 0                                                                 | Guinea                                                                | Amichevole                                                            | -                                                                     |                                                                       |
| 5-6-2021                                                              | Manavgat                                                              | Togo                                                                  | 2 – 0                                                                 | Guinea                                                                | Amichevole                                                            | -                                                                     | 46’                                                                   |
| 8-6-2021                                                              | Manavgat                                                              | Kosovo                                                                | 1 – 2                                                                 | Guinea                                                                | Amichevole                                                            | -                                                                     |                                                                       |
| 11-6-2021                                                             | Manavgat                                                              | Niger                                                                 | 1 – 2                                                                 | Guinea                                                                | Amichevole                                                            | -                                                                     |                                                                       |
| 1-9-2021                                                              | Nouakchott                                                            | Guinea-Bissau                                                         | 1 – 1                                                                 | Guinea                                                                | Qual. Mondiali 2022                                                   | -                                                                     |                                                                       |
| 6-10-2021                                                             | Marrakech                                                             | Sudan                                                                 | 1 – 1                                                                 | Guinea                                                                | Qual. Mondiali 2022                                                   | -                                                                     |                                                                       |
| 12-10-2021                                                            | Rabat                                                                 | Guinea                                                                | 1 – 4                                                                 | Marocco                                                               | Qual. Mondiali 2022                                                   | 1                                                                     |                                                                       |
| 12-11-2021                                                            | Conakry                                                               | Guinea                                                                | 1 – 1                                                                 | Guinea-Bissau                                                         | Qual. Mondiali 2022                                                   | -                                                                     |                                                                       |
| 16-11-2021                                                            | Rabat                                                                 | Marocco                                                               | 3 – 0                                                                 | Guinea                                                                | Qual. Mondiali 2022                                                   | -                                                                     |                                                                       |
| 3-1-2021                                                              | Kigali                                                                | Ruanda                                                                | 3 – 0                                                                 | Guinea                                                                | Amichevole                                                            | -                                                                     |                                                                       |
| 10-1-2021                                                             | Bafoussam                                                             | Guinea                                                                | 1 – 0                                                                 | Malawi                                                                | Coppa d'Africa 2021 - 1º turno                                        | -                                                                     |                                                                       |
| 18-1-2022                                                             | Yaoundé                                                               | Zimbabwe                                                              | 2 – 1                                                                 | Guinea                                                                | Coppa d'Africa 2021 - 1º turno                                        | -                                                                     | 90+3’                                                                 |
| 25-3-2022                                                             | Kortrijk                                                              | Sudafrica                                                             | 0 – 0                                                                 | Guinea                                                                | Amichevole                                                            | -                                                                     | 46’                                                                   |
| 9-6-2022                                                              | Conakry                                                               | Guinea                                                                | 1 – 0                                                                 | Malawi                                                                | Qual. Coppa d'Africa 2023                                             | -                                                                     | 77’                                                                   |
| 21-3-2024                                                             | Gedda                                                                 | Guinea                                                                | 6 – 0                                                                 | Vanuatu                                                               | Amichevole                                                            | 2                                                                     |                                                                       |
| Totale                                                                |                                                                       | Presenze                                                              | 18                                                                    |                                                                       | Reti                                                                  | 4                                                                     |                                                                       |

## Palmarès

### Club

#### Competizioni nazionali
- Campionato azero: 1

Neftçi Baku: 2020-2021
- Coppa di Cipro: 1

Pafos FC: 2023-2024